# Márha (Léna)
A Márha (oroszul: Марха) folyó Oroszország ázsiai részén, Jakutföldön; a Léna bal oldali mellékfolyója.

## Földrajz
Hossza: 346 km, vízgyűjtő területe: 8910 km², évi közepes vízhozama a torkolat közelében: 20,8 m³/sec.
Jakutföld Verhnyeviljujszki járásában, a kis Tyiszik-tóból ered. A Léna-felföldön folyik és az Oljokma torkolata alatti szakaszon, északról ömlik a Lénába. 
Jelentősebb, jobb oldali folyója a Namildiilaah (132 km). 